# Ajedrez cuántico
El ajedrez cuántico es una variante del ajedrez que combina las reglas de este juego con principios de la mecánica cuántica. Fue desarrollado originalmente por Selim Akl, director de la Queen's School of Computing en Queen's University, Canadá.
Ganó mayor fama pública después de ser revisado por Chris Cantwell en el Instituto de Tecnología de California (Caltech). Para marcar la apertura de una serie de conferencias sobre ciencia cuántica, el 26 de enero de 2016 el instituto presentó la grabación en video de un papel entre el físico Stephen Hawking y el productor de cine y actor Paul Rudd.

## Historia
Selim Akl, el inventor de la primera variante del juego, explicó las ventajas y motivaciones para inventar el juego en un artículo científico en 2010 con el restablecimiento del equilibrio en el ajedrez entre los humanos y las computadoras. Para ello, había aplicado la superposición de la mecánica cuántica al juego de ajedrez de tal manera que ya no había piezas definidas con precisión. Cada pieza era simultáneamente rey, reina, peón, torre, caballo y alfil. En el ajedrez clásico, desde que Deep Blue ganó a Garry Kasparov en mayo de 1997, las computadoras demostraron ser cada vez más claramente superiores a los oponentes humanos a medida que su velocidad aumentaba al procesar enormes cantidades de datos. Varios estudiantes e investigadores de la Universidad de Queens trabajaron posteriormente en la implementación de la idea como un juego de computadora como parte de sus estudios.
En 2014, como estudiante de doctorado en informática, Chris Cantwell se encontró con el ajedrez cuántico de Selim Akl mientras investigaba su proyecto de estudio y desarrollaba su propio prototipo. Su supervisor de doctorado lo puso en contacto con Spiros Michalakis, quien previamente había trabajado en Google en "qCraft", una modificación de Minecraft con el objetivo de expandirlo con la mecánica cuántica. Al año siguiente, con reuniones semanales con Michalakis, Cantwell desarrolló su proyecto de estudio a una versión final y planeó presentar públicamente el juego como "Quantum Chess" en una serie de conferencias sobre mecánica cuántica en Caltech a principios de 2016. Había conservado la idea básica de superposición como factor de influencia, pero por lo demás simplificó significativamente las reglas del juego.
El 26 de enero de 2016, se llevó a cabo una noche científica en honor a la teoría de Richard Feynman en el Auditorio Beckman del Instituto bajo el lema “One Entangled Evening”. John Preskill de Caltech, el premio Nobel David Wineland y el desarrollador Krysta Svore de Microsoft moderaron la velada, en la que se destacó el video "Anyone can Quantum", que presentaba una partida de ajedrez cuántico entre el físico Stephen Hawking y el cineasta y actor Paul Rudd, quien era particularmente popular en ese momento debido a su papel en la adaptación cinematográfica del cómic de Marvel Ant-Man. La película se había estrenado en los cines sólo unos meses antes. El actor Keanu Reeves acompañó el video como narrador. Su reparto de celebridades atrajo la atención de la prensa sobre el video, y después de su lanzamiento en la plataforma de video YouTube, recibió más de 1,6 millones de visitas en su primera semana.
El lanzamiento como un videojuego comercial de Quantum Chess estaba planeado para 2017. Para financiarlo, Chris Cantwell lanzó una campaña en la plataforma de financiación colectiva Kickstarter.com, que buscó patrocinadores hasta el 3 de marzo de 2016, y fue capaz de alcanzar e incluso superar ligeramente su objetivo de 30 000 dólares, de modo que un juego de ajedrez cuántico se lanzó realmente en Steam el 28 de febrero de 2017.

## Reglas y diferencias con el ajedrez clásico
Las reglas básicas del ajedrez no fueron modificadas para desarrollar el ajedrez cuántico. Todas las piezas se mueven normalmente y el objetivo es hacer jaque mate al rey del oponente. Sin embargo, las reglas se complementan con algunos principios de mecánica cuántica:

### Trenes cuánticos y superposición
Como alternativa a los movimientos de ajedrez normales en el ajedrez cuántico, todas las piezas, excepto los peones, pueden realizar los llamados "movimientos cuánticos". Cuando una pieza hace un movimiento cuántico, se superpone. Esto significa que ahora hay dos formas diferentes pero igualmente probables en las que el juego puede continuar:
1. Con una probabilidad del 50 %, la pieza puede realizar hasta dos movimientos seguidos.
2. También hay un 50 % de probabilidad de que la pieza no se mueva en absoluto, es decir, permanece en el espacio en el que estaba antes del movimiento cuántico.

Dado que el principio de superposición en el juego se basa en el gato de Schrödinger, los jugadores no saben cuál de las dos posibilidades ocurre realmente. En cambio, la pieza sigue existiendo en una superposición en varios campos al mismo tiempo. Dado que la ubicación de una determinada pieza ya no se puede determinar exactamente después de que se ha realizado un movimiento cuántico, también es posible, por ejemplo, que las piezas pasen por otras piezas que están en una superposición.

### Fin de la superposición
Una superposición continúa hasta que una clara determinación de la ubicación de una pieza es inevitable, de lo contrario un juego no podría continuar sin ambigüedades. Esto sólo puede lograrse ocupando una casilla con dos piezas (ya que es posible moverse a través de las piezas en superposición, también es posible moverse a las casillas donde puede haber otra pieza). En este caso, se realiza una Medición de Conflicto, que determina qué pieza se detendrá en el cuadrado en cuestión. La otra pieza desaparece de la plaza en cuestión. Si esta pieza estaba en una superposición, la medida del conflicto también determina si estaba realmente en la casilla de la que desapareció, o sigue existiendo en otra casilla del tablero. Así que no puedes capturar piezas usando un movimiento cuántico, sólo puedes forzar una medición de conflicto.

### Características especiales del jaque mate
A diferencia del ajedrez normal, en el ajedrez cuántico el objetivo de cada jugador no es sólo el jaque mate, sino capturar el rey del oponente. Si se produce un jaque mate, se termina el juego inmediatamente, pero lograr una posición de mate se complica por el hecho de que el rey del oponente debe estar 100 % apareado. Si el rey del oponente está en superposición, su posición exacta debe ser averiguada primero por la medición del conflicto. Una posición de pareja como en el ajedrez establecido es muy difícil de lograr en el ajedrez cuántico y sólo con piezas que no están en superposición. La forma mucho más fácil es mover un movimiento cuántico a la casilla donde se encuentra el rey o el rey del oponente, forzando así una medición del conflicto. Sin embargo, la victoria no está garantizada en este caso, porque la pieza puede no ser capaz de hacer este movimiento.